# Lagnone
A Lagnone egy folyó Olaszország délkeleti részén, Puglia régióban. A Murgia-fennsíkon ered, a Bradanóba torkollik, Tarantótól 54 km-re nyugatra. Mellékfolyója Gravinella.